# John D. Skilton
John Davis Skilton (Cheshire, 28 febbraio 1909 – Bridgeport, 22 gennaio 1992) è stato uno storico dell'arte e militare statunitense.

## Biografia
Fu uno dei maggiori membri della Monuments and Fine Arts Section durante la seconda guerra mondiale. 
Tra giugno e ottobre del 1945 fu incaricato della messa in sicurezza degli affreschi della residenza di Würzburg (alcuni dei quali di Giambattista Tiepolo), dopo il devastante bombardamento del marzo 1945.
Tornato in patria dopo la guerra lavoro come curatore presso importanti istituzioni museali tra cui il Detroit Institute of Arts.
Per i suoi servigi alla tutela del patrimonio artistico internazionale fu insignito di numerose onorificenze sia nazionali che estere.

## Opere
- John D. Skilton: Memoirs of a Monuments Officer – Protecting European Artworks. Inkwater Press, Portland 2008, ISBN 978-1592-99370-3.
- John D. Skilton: Würzburg 1945 – Erinnerungen eines amerikanischen Kunstschutz-Offiziers. Werkbund-Druckerei, Würzburg 1952.